# Pseudomecas nigricornis
Pseudomecas nigricornis är en skalbaggsart som beskrevs av Martins och Maria Helena M. Galileo 1998. Pseudomecas nigricornis ingår i släktet Pseudomecas och familjen långhorningar. Inga underarter finns listade i Catalogue of Life.